# Język sinaugoro
Język sinaugoro (a. sinagoro) – język austronezyjski używany w Prowincji Centralnej w Papui-Nowej Gwinei (dystrykt Rigo, ok. 70 km na południowy wschód od Port Moresby). Według danych z 2000 roku posługuje się nim 18 tys. osób.
Jest silnie zróżnicowany wewnętrznie, dzieli się na dialekty zachodnie i wschodnie, pośród których można wyodrębnić 17 odmian. Lokalnie wyróżnia się osiem dialektów: sinaugoro (saroa), taboro, boku, kubuli, tubulamo, alepa/omene, balawaia, gwaibo. W użyciu są też języki motu i hiri motu.
Materiały nt. sinaugoro obejmują opis fonologii (1994), słownik (1995) i opracowanie gramatyczne (1999) . Jest zapisywany alfabetem łacińskim.